# ランバル
ランバル （フランス語:Lamballe、ガロ語:Lanball、ブルトン語:Lambal）は、フランス、ブルターニュ地域圏、コート＝ダルモール県の旧コミューン。

## 概要
青銅器時代につくられたと見られるメンヒルが存在することから、ランバル周辺には古くから定住地があったと推測されている。
ブルターニュ公を輩出したことのあるパンティエーヴル公爵家の本拠地であった。ブルボン家の最後のパンティエーヴル公ルイは、嫡子ルイ・アレクサンドルにランバル公の称号を与えた。ルイ・アレクサンドルの妻となったのが、王妃マリー・アントワネットの忠実な女官マリー・ルイーズであった（マリー・ルイーズ自身は、その生涯の間にランバルを訪れたことはない）。
ランバルは、毎週木曜日朝に開かれる市で有名であり、遠方から人々が集まる。
2019年1月1日、周辺コミューンと合併し、コミューン・ヌーヴェルのランバル＝アルモールとなった。

## 人口統計
| 1962年 | 1968年 | 1975年 | 1982年 | 1990年 | 1999年 | 2006年 | 2010年 |
| ------ | ------ | ------ | ------ | ------ | ------ | ------ | ------ |
| 5069   | 5075   | 9330   | 9452   | 9894   | 10563  | 11037  | 12098  |

参照元:1999年までEHESS、2000年以降INSEE

## 姉妹都市
- オリヴェイラ・ド・バイロ、ポルトガル